# Марек, Антонин

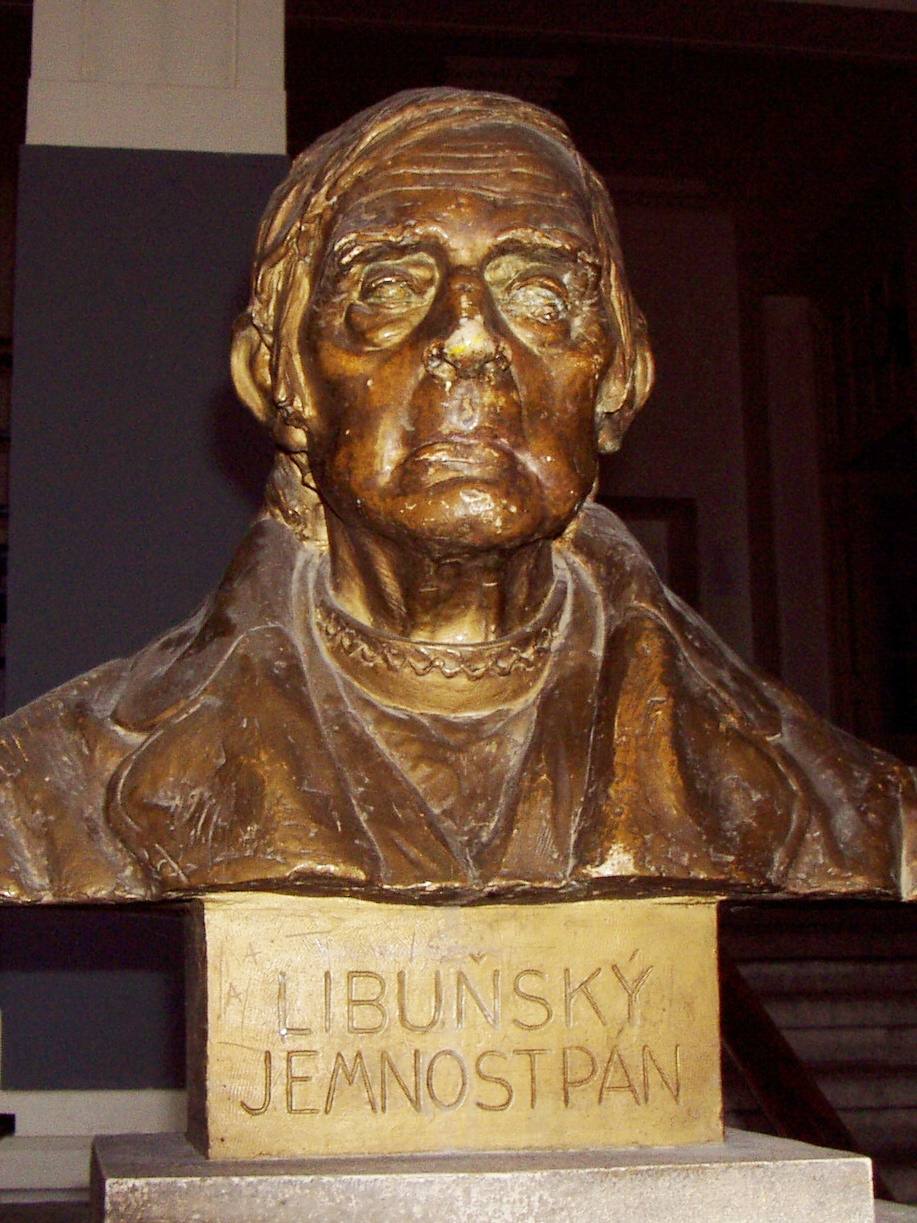
Бюст Антонина Марека

Антонин Марек (чеш. Antonín Marek; 5 сентября 1785, Турнов, Богемия Австрийская империя — 15 февраля 1877, Прага) — чешский поэт, писатель, переводчик, богослов, философ, энтузиаст славянства. Римско-католический священник.
Литературный псевдоним — Болемир Изборский.

## Биография
Сын каменщика. Обучался в цистерцианском монастыре в Крешуве в Силезии. С 1801 изучал философию в Праге, в 1804—1808 — богословие в Литомержице, где познакомился и подружился со своим учителем Й. Юнгманом, под влиянием которого начал заниматься чешским языком и литературой. С 1808 сотрудничал с ним. В предисловии к своему «Чешско-немецкому словарю» Юнгман подчеркивал активное участие в его составлении своего ученика А. Марека.
В 1808 был рукоположен. Служил священником в разным местах Богемии. Был каноником Кафедрального капитула у св. Стефана в Литомержице.
Патриотически настроенный священник А. Марек был энтузиастом славянства и «горячим русофилом», как характеризовал его историк Зденек Неедлы и одним из ведущих деятелей чешского просвещения и народных будителей.
В 1844—1858 был школьным инспектором.
Активно сотрудничал с чешской Матицей и Славянской липой (Slovanská lípa) — обществами эпохи чешского национального возрождения. Был членом словацкого Литературного сообщества, комитета чешского Национального музея и др.
Умер в Праге и похоронен на Вышеградском национальном кладбище.

## Творчество
А. Марек принадлежит к поэтам новой чешской школы поэзии, которые, стремясь к совершенству стихосложения, защищали метрический размер. Оригинальные стихотворения поэта напечатаны у Ф. Л. Челаковского в его «Malý výbor z literatury česke», в журналах «Krok», «Hlasatel», «Casopis pro katolicke duchovenstvo». В его стихах выражена обеспокоенность судьбой чешского народа.
Составил курс логики и метафизики. Он автор первого философского произведения на чешском языке (Základní filosofie. Logika. Metafysika. 1844).
А. Марек ввел в обиход много слов, которые используются в Чехии и сегодня. Вместе с Юнгманном занимался правилами чешского правописания.
Интерес к панславизму проявился среди прочего в 1833 году в статье о славянах, в которой автор видел будущее чешского народа в союзе с поляками и русскими.
Переводил на чешский язык произведения Державина и Пушкина. Также им переведены многие книги с русского, в основном, по этнографии.
Марек переводил также с немецкого и английского языков. Так, им осуществлен перевод стихов Шиллера и Овидия, пьес Шекспира для чешской сцены. Особо удачной обработкой «Комедии ошибок» стала изданная им в 1823 под названием «Ошибки, по Шекспиру написанная Болемиром Изборским комедия». Его «Ошибки» вызвали интерес одного из самых значительных новочешских драматургов В. К. Клицперы, который высказал пожелание, чтобы «остроумный господин переводчик доводил до нас как можно больше произведений этого великана».

## Избранная библиография

### Поэзия
- Má vlasť, 1807 — поэма
- Marek Jungmannowi, 1814, 1820
- Píseň k pokoji — поэма
- Sebrané básně — сборник поэзии
- Na Trosky — ода
- U hrobu Fortunata Durycha — элегия
- Na hřbitově — элегия
- U hrobu mateře — элегия

### Духовные гимны
- Prosba k Bohu v nouzi nynější
- Píseň za ourodu

### Философские труды
- Logika nebo umnice, 1820, 1844
- Základní filosofie. Logika. Metafysika, 1844 — первое философское произведение на чешском языке.